# Dolicheremaeus densefoveolatus
Dolicheremaeus densefoveolatus är en kvalsterart som beskrevs av P. Balogh 1988. Dolicheremaeus densefoveolatus ingår i släktet Dolicheremaeus och familjen Tetracondylidae. Inga underarter finns listade i Catalogue of Life.